# Zimbabwe nos Jogos Olímpicos de Verão de 1996
O Zimbábue (ou Zimbabwe) participou dos Jogos Olímpicos de Verão de 1996 em Atlanta, Estados Unidos. A delegação foi composta por treze desportistas.

## Desempenho

### Atletismo
Masculino
| Atleta                                                      | Evento              | Eliminatórias | Eliminatórias | Quartas-de-final | Quartas-de-final | Semifinais  | Semifinais  | Final       | Final       |
| Atleta                                                      | Evento              | Res.          | Pos.          | Res.             | Pos.             | Res.        | Pos.        | Res.        | Pos.        |
| ----------------------------------------------------------- | ------------------- | ------------- | ------------- | ---------------- | ---------------- | ----------- | ----------- | ----------- | ----------- |
| Tawanda Chiwira                                             | 400 m               | 45.89         | 3º/bat 6      | 45.38            | 6º/bat 1         | Não avançou | Não avançou | Não avançou | Não avançou |
| Savieri Ngidhi                                              | 800 m               | 1:46.46       | 3º/bat 5      |                  |                  | 1:46.78     | 5º/bat 2    | Não avançou | Não avançou |
| Tendai Chimusasa                                            | Maratona            |               |               |                  |                  |             |             | 2:16:31     | 13º         |
| Ken Harnden                                                 | 400 m com barreiras | 48.54         | 3º/bat 7      |                  |                  | 48.61       | 6º/bat 1    | Não avançou | Não avançou |
| Julius Masvanise                                            | 400 m com barreiras | 50.16         | 5º/bat 4      |                  |                  | Não avançou | Não avançou | Não avançou | Não avançou |
| Julius Masvanise Tawanda Chiwira Savieri Ngidhi Ken Harnden | Revezamento 4x400 m | 3:13.35       | 5º/bat 4      |                  |                  | Não avançou | Não avançou | Não avançou | Não avançou |
| Ndabezinhle Mdhlongwa                                       | Salto triplo        | 14,47 m       | 42º           |                  |                  |             |             | Não avançou | Não avançou |

### Boxe
| Atleta              | Peso       | Fase de 32                 | Oitavas-de-final       | Quartas-de-final       | Semifinais             | Final                  | Final |
| Atleta              | Peso       | Adversário e resultado     | Adversário e resultado | Adversário e resultado | Adversário e resultado | Adversário e resultado | Pos.  |
| ------------------- | ---------- | -------------------------- | ---------------------- | ---------------------- | ---------------------- | ---------------------- | ----- |
| Arson Mapfumo       | Mosca      | PHI E. Recaido D 2–13      | Não avançou            | Não avançou            | Não avançou            | Não avançou            | =17º  |
| Alexander Kwangwari | Supermedio | INA H. Simangunsong D 1–13 | Não avançou            | Não avançou            | Não avançou            | Não avançou            | =17º  |

### Ciclismo de estrada
Masculino
| Atleta        | Evento             | Final | Final |
| Atleta        | Evento             | Tempo | Pos.  |
| ------------- | ------------------ | ----- | ----- |
| Timothy Jones | Corrida em estrada | DNF   | DNF   |

### Natação
Feminino
| Atleta        | Evento      | Eliminatórias | Eliminatórias | Final       | Final       |
| Atleta        | Evento      | Res.          | Pos.          | Res.        | Pos.        |
| ------------- | ----------- | ------------- | ------------- | ----------- | ----------- |
| Teresa Moodie | 50 m livre  | 27.38         | 43º           | Não avançou | Não avançou |
| Teresa Moodie | 100 m livre | 58.59         | 38º           | Não avançou | Não avançou |
| Teresa Moodie | 200 m livre | 2:08.23       | 40º           | Não avançou | Não avançou |

### Saltos ornamentais
Masculino
| Atleta       | Evento                   | Preliminar | Preliminar | Semifinal | Semifinal | Final       | Final       |
| Atleta       | Evento                   | Pontos     | Pos.       | Pontos    | Pos.      | Pontos      | Pos.        |
| ------------ | ------------------------ | ---------- | ---------- | --------- | --------- | ----------- | ----------- |
| Evan Stewart | Trampolim 3 m individual | 361,53     | 11º        | 206.43    | 13º       | Não avançou | Não avançou |

### Tênis
Masculino
| Atleta                  | Evento  | Primeira fase          | Segunda fase                   | Oitavas-de-final                      | Quartas-de-final       | Semifinais             | Final                  | Final |
| Atleta                  | Evento  | Adversário e resultado | Adversário e resultado         | Adversário e resultado                | Adversário e resultado | Adversário e resultado | Adversário e resultado | Pos.  |
| ----------------------- | ------- | ---------------------- | ------------------------------ | ------------------------------------- | ---------------------- | ---------------------- | ---------------------- | ----- |
| Byron Black             | Simples | FRA G. Raoux V 2–1     | RSA W. Ferreira D 0–2          | Não avançou                           | Não avançou            | Não avançou            | Não avançou            | =17º  |
| Wayne Black             | Simples | VEN J. Szymanski V 2–1 | AUS M. Philippoussis D 0–2     | Não avançou                           | Não avançou            | Não avançou            | Não avançou            | =17º  |
| Byron Black Wayne Black | Duplas  |                        | KOR Lee H-t. – Yoon Y-i. V 2–0 | GER M-K. Goellner – D. Prinosil D 0–2 | Não avançou            | Não avançou            | Não avançou            | =9º   |

Legenda
| Recorde mundial      | Recorde mundial (World record)               |                       | Recorde africano                      | Recorde africano (African) |                                           | Q | Classificado por posição (Qualified) |
| Recorde olímpico     | Recorde olímpico (Olympic record)            | Recorde da América    | Recorde da América (Americas)         | q                          | Classificado por melhor tempo (Qualified) |   |                                      |
| Melhor marca do ano  | Melhor marca do ano (World leading)          | Recorde asiático      | Recorde asiático (Asian)              | DNS                        | Não largou (Did not start)                |   |                                      |
| Recorde nacional     | Recorde nacional (National record)           | Recorde europeu       | Recorde europeu (European)            | DNF                        | Não terminou (Did not finish)             |   |                                      |
| Recorde pessoal      | Recorde pessoal do atleta (Personal best)    | Recorde da Oceania    | Recorde da Oceania (Oceania)          | DSQ / DQ                   | Desclassificado (Disqualified)            |   |                                      |
| Recorde da temporada | Recorde da temporada do atleta (Season best) | Recorde sul-americano | Recorde sul-americano (South America) | NM                         | Sem marca (No mark)                       |   |                                      |

### Vela
| M   | Regata da Medalha da qual só participam os dez primeiros colocados das regatas anteriores  |  |  | CAN | Regata cancelada |
| BFD | Desclassificado por bandeira preta (Black Flag Disqualified)                               |  |  |     |                  |
| UFD | Desclassificado por bandeira "U" (U Flag Disqualified)                                     |  |  |     |                  |
| OCS | Largada queimada (On the Course Side of the starting line)                                 |  |  |     |                  |
| DNE | Desclassificação sem eliminação (infração a um item do regulamento da prova – Did Not End) |  |  |     |                  |